# Skalka (Strašnice)
Skalka je místní část ve východní části katastrálního území Strašnice. Je součástí městské části Praha 10.
Historie zdejší zástavby začíná ve 30. letech 20. století, kdy začala výstavba rodinných domů v ulicích podél ulice Na padesátém. Tehdy ulice nesly názvy podle obcí, vesnic a osad nedaleko od Prahy (Královická, Konojedská či Žernovická). Další rozvoj nastal na konci 60. let, kdy byla zahájena výstavba sídliště, to bylo dokončeno počátkem 70. let. Společně se sídlištěm vznikla i plná občanská vybavenost jako mateřská a základní škola, knihovna nebo obchodní dům. Nově vzniklé ulice nesou nově navíc ke jménům osad i jména významných malířů (Michelangelova, Rubensova či Dürerova). V roce 1982 byla naplánována výstavba stanice metra na tehdejší spojce mezi Depem Hostivař a stanicí Strašnická. Stanice metra Skalka byla otevřena v roce 1990.
V ulici Na padesátém sídlí Český statistický úřad.